# Szagil járás
Szagil járás (mongol nyelven: Сагил сум) Mongólia Uvsz tartományának egyik járása. Területe 3800 km². Népessége kb. 3300 fő.
Székhelye Harmod (Хармод), mely 60 km-re északnyugatra fekszik Ulángom tartományi székhelytől.